# Gojanec
Gojanec falu Horvátországban, Varasd megyében. Közigazgatásilag Varasdhoz tartozik.

## Fekvése
Varasd központjától 3 km-re délnyugatra az Ivanecre vezető út mellett fekszik.

## Története
A falu keletkezési idejéről nincs pontos adat, a vidoveci plébániához tartozott. Az 1554-es adóösszeírásban az a feljegyzés található, hogy a varasdi mező településeiről nem lehet adót szedni, mert a török teljesen felégette őket. Az itt felsorolt falvak között Gojanec is szerepel. A falvakat csak nehezen lehetett újra benépesíteni, mivel a lakosság nagy része elmenekült, mások azonban visszatértek. Az itt maradtak örökös félelemben éltek a török lovasság gyakori rajtaütései miatt. Gojanect 1656-ban újra megemlítik a vidoveci plébánia falvai között, egyházilag ma is oda tartozik.
A településnek 1857-ben 172, 1910-ben 363 lakosa volt. 1920-ig Varasd vármegye Varasdi járásához tartozott. 2001-ben 603  lakosa volt.

## Sport
A település labdarúgóklubja az NK Plitvica Gojanec. 1973-ban alapították, a horvát 4. ligában szerepel.

## Külső hivatkozások
- Varasd város hivatalos oldala
- A vidoveci plébánia honlapja
- Vidovec község honlapja